# Grazer Volksblatt
Grazer Volksblatt war der Titel einer österreichischen Tageszeitung, die zwischen 1868 und 1939 im Format 2° in Graz erschien. 
Politisch war sie christlich-sozial ausgerichtet und stellte das Hauptorgan der steirischen Katholiken dar. Seine Gründer sahen die Zeitung als Gegenangriff gegen liberale und antiklerikale Kreise, womit in erster Linie die „Grazer Tagespost“ gemeint war. Bis 1900 lautete das – Papst Pius IX. zugeschriebene – Motto: „Diligite veritatem, filiam Dei. – Liebet die Wahrheit, die Tochter Gottes“. Langjähriger Chefredakteur der Zeitung war Karl Schwechler. Unter seiner Führung von 1900 bis 1927 konnten Verbreitung und Abonnentenzahl erheblich gesteigert werden. Schwechlers Vorgänger als Chefredakteur war Franz Puchas, der Josef Zapletal in dieser Position beerbte.
Sie erschien ab 1. Jänner 1868 zunächst wöchentlich, ab 1. Juli 1868 außer sonn- und montags zweimal täglich. Ab 1870 wurde sie einmal täglich in Umlauf gebracht. Ab Dezember 1901 änderte sich der Erscheinungsverlauf erneut auf zweimal täglich. Nach Kriegsausbruch erfolgte eine redaktionelle Umgestaltung der katholischen Zeitung, sie berichtete nun vorwiegend über Kriegsereignisse und erschien zwischen 1914 und 1918 dreimal täglich. Ab 1922 gab es außer montags wieder eine Ausgabe pro Tag. 
Nach der Machtübernahme der Nationalsozialisten in Österreich 1938 wurde der Eigentümerverlag Styria dem „Südostdeutschen Zeitungsverlag“ in München eingegliedert und das Grazer Volksblatt in „Südostdeutsche Tageszeitung“ umbenannt. Diese stellte schließlich Ende 1939 ihr Erscheinen ein.